# Смолдырев
Смо́лдырев (укр. Смолдирів) — село на Украине, основано в 1704 году, находится в Барановском районе Житомирской области.
Код КОАТУУ — 1820685301. Население по переписи 2001 года составляет 843 человека. Почтовый индекс — 12714. Телефонный код — 4144. Занимает площадь 5,579 км².

## Адрес местного совета
12714, Житомирская область, Барановский р-н, с.Смолдырев